# Srpska državna straža
Srpska državna straža (skraćeno SDS) je bila kolaboracionistička organizacijska policijsko-vojna postrojba Ministarstva unutarnjih poslova Vlade narodnog spasa na čijem je čelu bio Milan Nedić, a čiji je djelokrug bio na teritoriju Srbije pod okupacijom Trećeg Reicha, od listopada 1941. do listopada 1944. Službenog je stvorena 3. ožujka 1942. godine. Cijeli je rat bila najbrojnija kvislinška formacija. Popunjavali su ju žandari bivše Kraljevine Jugoslavije, četnici Koste Pećanca, legalizirani četnici Dragoljuba Mihailovića i manji dio prisilno mobiliziranih. Bila je pod neposrednim nadzorom Vojnog zapovjedništva Wehrmachta, a djelovala samostalno obavljajući klasični policijski posao koji je bio u nadležnosti Ministarstva unutarnjih poslova kao što je održavanje javnog reda i mira, privođenje prijestupnika, razbojnika, ubojica i ostalih zločinaca. Tijekom samog osnivanja, jeseni 1941. bila je angažirana u sukobima protiv partizana, nakon toga prešla je u redovno stanje sve do siječnja 1944. kada je ponovo angažirana u oružanim sukobima protiv partizana. Tijekom rujna i listopada 1944. dio postrojbi prelazi u sastav JVuO, organizirano se probijajući s njemačkom vojskom preko Sandžaka u istočnu Bosnu. Od Sarajeva, Nijemci su ih siječnja 1945. prebacili željeznicom u Austriju, odakle su raspoređeni u Sloveniju a potom na zapad Hrvatske u Istru, te na koncu u Italiji. Teritorij na kojoj su postrojbe SDS bile nadležne i imale isključivo operativno delovanje bila je Srbija pod njemačkom okupacijom.
U početku je u sastavu Srpske državne straže bila i Banatska državna straža u autonomnom Banatu, koja je poslije potpuno odvojena od srpskih organa. Zapovjednici SDS-a bili su pukovnik Jovan Trišić i poslije general Borivoje Jonić.

## Stražarski i dočasnički činovi
- Stražar pripravnik
- Stražar
- Kaplar
- Podnarednik
- Narednik
- Narednik-vodnik

## Časnički činovi
- Potporučnik pripravnik
- Potporučnik
- Poručnik
- Kapetan
- Major
- Potpukovnik
- Pukovnik
- General

## Vanjske poveznice
- Srpska državna straža na vojska.net